# サティンプラ郡
座標: 北緯7度28分24秒 東経100度26分18秒 / 北緯7.47333度 東経100.43833度
サティンプラ郡(サティンプラぐんタイ語: สทิงพระ)はタイ南部ソンクラー県の郡の一つ。

## 歴史
もともとチャティンプラという名前であり、450年から940年ごろシュリーヴィジャヤ王国統治時代パッタルンの都が置かれた。1894年プラター郡（อำเภอประท่า）が設置されたが、1927年チャティンプラ分郡に改名降格。1947年 チャティンプラ郡に昇格。1961年サティンプラ郡と改名された。
サティンプラとは、「水際に座す仏」という意味である。

## 地理
サティンプラ郡は南から時計回りにシンハナコーン郡、パッタルン県パークパユーン郡、ソンクラー県クラセーシン郡、ラノート郡に接する。東側はタイランド湾に面する。
郡はタイランド湾とソンクラー湖北部タレー・ルワンの間に位置している。

## 行政区分
サティンプラ郡は11のタムボンに分かれ、さらにその下位に79の村（ムーバーン）がある。郡内にはテーサバーンが1つあり、テーサバーンタムボン・サティンプラは、タムボン・チャティンプラの一部を管理している。その他のそれぞれのタムボンはタムボン行政体により行政が行われている。
| No. | 名                       | タイ語  | 村数 | 人口  |
| --- | ------------------------ | ------- | ---- | ----- |
| 1.  | タムボン・チャティンプラ | จะทิ้งพระ | 7    | 6,009 |
| 2.  | タムボン・クラダンガー   | กระดังงา | 7    | 4,674 |
| 3.  | タムボン・サナームチャイ | สนามชัย  | 5    | 4,012 |
| 4.  | タムボン・ディールワン   | ดีหลวง   | 8    | 3,608 |
| 5.  | タムボン・チュムポン     | ชุมพล    | 7    | 5,664 |
| 6.  | タムボン・クローンリー   | คลองรี   | 9    | 3,787 |
| 7.  | タムボン・クークット     | คูขุด     | 9    | 5,657 |
| 8.  | タムボン・ターヒン       | ท่าหิน    | 9    | 4,345 |
| 9.  | タムボン・ワットチャン   | วัดจันทร์  | 6    | 3,778 |
| 10. | タムボン・ボーデーン     | บ่อแดง   | 6    | 4,794 |
| 11. | タムボン・ボーダーン     | บ่อดาน   | 6    | 3,761 |

## 注脚
1. ↑  "อำเภอสทิงพระ  จังหวัดสงขลา"
2. ↑  อำเภอสทิงพระ "ประวัติอำเภอ"
3. ↑  “พระราชกฤษฎีกาเปลี่ยนชื่ออำเภอและตำบลบางแห่ง พ.ศ. ๒๕๐๔” (Thai). Royal Gazette 78 (33 ก):  382-. (April 11, 1961).